# NGC 562
NGC 562 è una lontana galassia a spirale situata nella costellazione di Andromeda a una distanza di circa 482 milioni di anni luce dalla nostra Via Lattea.

## Descrizione
La galassia ha una classe di luminosità III e presenta una larga riga a 21 cm dell'idrogeno neutro.

## Scoperta
NGC 562 è stata scoperta il 30 novembre 1885 dall'astronomo americano Lewis Swift.